# Selva Arsia
La Selva Arsia Silva era un bosco vicino a Roma, dove il territorio romano confinava con quello di Veio. Vi si svolse la battaglia della Selva Arsia, combattuta dai romani contro gli Etruschi nel 509 a.C., che portò alla morte del console romano Lucio Giunio Bruto.
La foresta, che secondo Antonio Nibby si trovava sulla via Cassia tre chilometri fuori dalle mura aureliane,ricca di legname essenziale per la costruzione di navi, fu sequestrata agli Etruschi di Veio da Anco Marzio.